# Guido Falaschi
Guido Martín Falaschi, detto El Gordo o El Principe (Las Parejas, 1º ottobre 1989 – Balcarce, 13 novembre 2011), è stato un pilota automobilistico argentino.

## Carriera

### Karting
Falaschi cominciò a competere nei kart appena compiuti nove anni. Si dimostrò subito molto veloce, ottenendo quattro podi consecutivi (tre vittorie e un secondo posto) in classe Promocional Stihl. Passato in classe Pre Juniors arriva nei primi dieci alla sua prima stagione, e si piazza quindicesimo nel Campionato Argentino di Kart. Successivamente gareggia nel gruppo CNK 1 in Pre Juniors, classificandosi quarto nel campionato di Apertura e secondo in quello di Clausura. Tra il 2000 e il 2004 Falaschi fa incetta di titoli sui kart, diventando Campione del Certamen Nocturno della Asociación Provincial de Karts, Campione del Torneo Clausura del Campionato Bonaerense, campione della categoria Juniors del Campionato Bonaerense, campione del Campionato Argentino di Karting (categoria Juniors) con 4 vittorie su 5 gare, e due volte vicecampione in categoria Seniors del campionato argentino e di quello bonaerense.

### Formula Renault e TC Pista
Nel 2005 Falaschi debuttò in Formula Renault Elf, piazzandosi quindicesimo assoluto alla sua prima stagione. L'anno successivo ottenne due pole position e tre podi, chiudendo la stagione al sesto posto. Nel 2007 Falaschi continua nella categoria (che nel frattempo aveva cambiato nome in Formula Renault 1.6) ottenendo 2 pole e 6 podi su 7 gare disputate.
Il 2008 fu uno degli anni migliori della carriera di Falaschi: oltre a continuare a correre in Formula Renault infatti, debuttò nel TC Pista, categoria propedeutica al Turismo Carretera, al volante di una Ford Falcon. Arrivò secondo assoluto, dietro al campione Agustín Canapino (con cui instaurò una profonda amicizia), guadagnandosi così l'accesso al Turismo Carretera e alla Top Race. Nello stesso anno Falaschi vinse il titolo di Formula Renault Argentina, precedendo in classifica il connazionale Matías Muñoz Marchesi.

### Turismo Carretera, TC 2000 e Top Race
Falaschi debuttò nel 2009 nel Turismo Carretera al volante di una Ford Falcon del team Mar y Sierra, diretto da Sergio Polze. Nello stesso anno arrivò anche il debutto in Top Race, con una Ford Mondeo preparata da Alberto Canapino, padre del suo amico e collega Agustín. I risultati ottenuti alla prima stagione di Turismo Carretera convinsero Polze a puntare su Falaschi per un progetto a lungo termine.
L'anno successivo Falaschi, iscritto da Polze, gareggiò in Top Race V6 con una Ford Mondeo dello Sportteam, una delle squadre automobilistiche più importanti d'Argentina. Per la prima volta in carriera, Falaschi è in squadra con l'amico Canapino, con cui si contese il titolo fino all'ultima gara. Entrambi arrivarono all'appuntamento finale con la possibilità di aggiudicarsi il titolo, ma stavolta fu Falaschi a prevalere, ottenendo così il suo primo titolo in carriera ad alti livelli. Sul finire di stagione, per la prima volta in carriera Falaschi cambiò marca, ereditando la Mercedes-Benz Classe C lasciata libera da Julián Falivene.
Per il 2011, Falaschi fu confermato allo Sportteam al volante della Mercedes e, contemporaneamente, corse nel TC 2000 con l'appoggio semi-ufficiale della Renault, che gli affidò una Fluence. In più, arrivò la chiamata dell'HAZ Racing Team per correre nel Turismo Carretera al volante di una Ford.
Nel TRV6 Falaschi corse le prime due gare senza brillare. Alla terza, un episodio controverso tra lui e Canapino fece sì che Falaschi si accasasse alla Oil Competición, sempre al volante di una Mercedes. Con questa squadra, ottenne due vittorie e si qualificò alla fase finale del campionato.
Nel TC2000 Falaschi continuò a correre con lo Sportteam, insieme a Martín Serrano, sempre con il supporto semi-ufficiale della Renault. In questa categoria, alla guida di una Fluence, ottenne la sua prima vittoria nella categoria all'Autodromo di Termas de Río Hondo.
Nel frattempo, il percorso di Falaschi nel Turismo Carretera proseguiva tra alti e bassi. Ottenne la sua prima vittoria a Junín, ma questo trionfo (che lo qualificava alla fase finale e gli dava la possibilità di giocarsi il titolo) fu offuscato da uno scontro con il pilota Diego Aventín, avvenuto sul circuito di Paraná. Per questo episodio Falaschi fu punito con due gare di squalifica. Questa sanzione, unita alla morte del suo meccanico César Filippa, finì per costituire un peso opprimente per Falaschi in vista della gara che si sarebbe disputata all'Autodromo Juan Manuel Fangio di Balcarce.

### L'incidente mortale
La gara del 13 novembre 2011 fu l'ultima per Guido Falaschi. Due giorni prima, Agustín Canapino era uscito illeso da un pauroso incidente, che aveva messo in dubbio l'efficacia delle misure di sicurezza del circuito, poiché la sua auto aveva attraversato il muro di contenimento precipitando da un pendio. Nei due giorni di prove Falaschi ottenne il miglior tempo, battendo il record della pista. In gara, Falaschi partì dietro a Mauro Giallombardo, seguendolo con l'obiettivo di sorpassarlo nuovamente. Purtroppo, a due giri dalla fine, avvenne l'incidente mortale: in una curva in discesa, infatti, Giallombardo e Falaschi si trovarono davanti una vettura che procedeva lentamente, quella di Leonel Larrauri che, per dare loro strada, finì per colpire la protezione all'interno della curva. Per l'impatto, la sua auto rimbalzò colpendo quella di Falaschi, che fu scaraventato a più di 200 km/h contro le protezioni esterne, distruggendo il muro di pneumatici che, si scoprirà in seguito, non erano fissati bene ed erano inadeguati ad assorbire la forza del tremendo impatto. Dopo l'urto, l'auto di Falaschi rimbalzò indietro, fu colpita da Guillermo Ortelli e rimase ferma in mezzo alla pista. In quel momento arrivò in piena velocità Néstor Girolami, che colpì violentemente l'auto di Falaschi sul fianco destro. I medici accorsi sul luogo dell'incidente soccorsero il pilota e lo portarono all'ospedale di Balcarce, dove fu dichiarato morto dopo 40 minuti di tentativi di rianimazione.
Le indagini sulla tragedia riguardarono la manovra effettuata da Larrauri e la sicurezza dell'autodromo, anche alla luce della distruzione delle barriere di contenimento. Il pluricampione Juan María Traverso polemizzò duramente sia sulla sicurezza del circuito, sia sull'assistenza medica ricevuta da Falaschi sul luogo dell'incidente.
Al momento della morte, Falaschi era qualificato per le fasi finali del Turismo Carretera e del Top Race V6, con la possibilità in entrambi i casi di correre per il titolo. Sia in TRV6 che in TC2000, sulle auto usate dallo sfortunato pilota, furono prese iniziative per ricordarlo.
Una volta ricevuta la notizia della morte di Falaschi Fernando Hidalgo, titolare dell'HAZ Racing Team, annunciò il ritiro della propria squadra dal Turismo Carretera, vista la mancanza di risposte da parte dell'ACTC sull'incidente. Inoltre, Hidalgo annunciò la chiusura totale della squadra, dicendo che "la HAZ è morta con Falaschi". Dopo questa decisione, Hidalgo fondò, sulla base dell'HAZ, una nuova scuderia per commemorare lo sfortunato pilota, chiamata PSG-16 Team, dove PSG sta per "Por Siempre Guido" mentre "16" era l'ultimo numero di gara usato da Falaschi.